# Закон штата Мэн

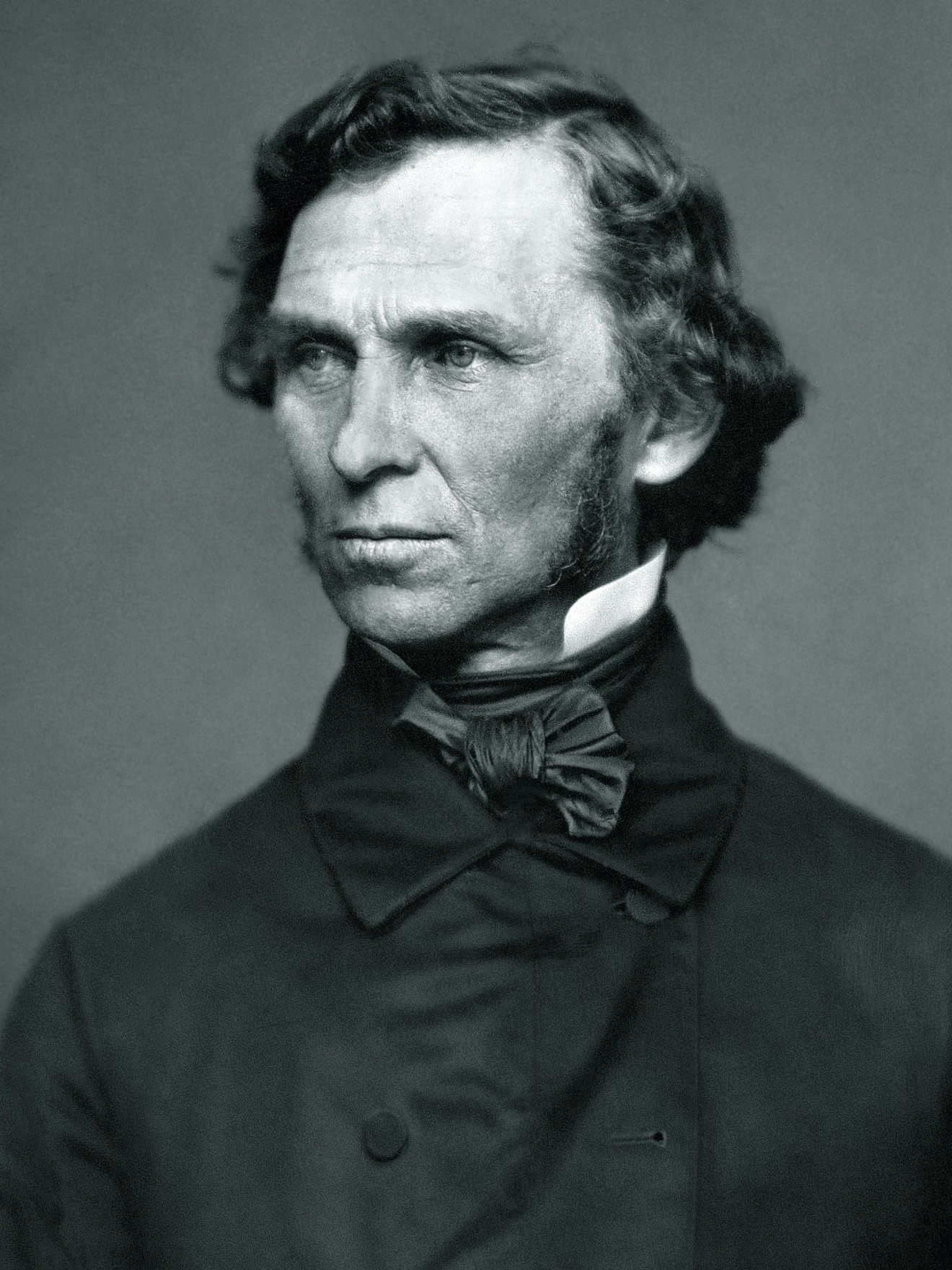
Мэр Портленда Нил Доу, известный как «Наполеон трезвости»

Закон штата Мэн (англ. Maine law) или Закон штата Мэн об алкогольных напитках (англ. Maine Liquor Law) — законодательный акт, принятый в штате Мэн 2 июня 1851 года и подписанный губернатором Джоном Хаббардом при сильном лоббировании мэром Портленда Нила Доу. Этот законопроект стал самым жёстким антиалкогольным актом, принятым в штате Мэн или в любом другом месте на территории США на тот момент, полностью запрещая любую продажу или производство алкоголя за исключением медицинских и механических целей, в то время как большая часть предыдущих законов сохраняла возможность использования алкоголя в религиозных целях. Также закон предусматривал обязательное тюремное заключение или штрафы для лиц, уличенных в попытке продажи или производства алкоголя и позволял сотрудникам правоохранительных органов широкие возможности для поиска и уничтожения алкоголя в штате. Последнее было одним из ключевых положений закона, так как предыдущие законы позволяли наказывать нарушителей только после совершения деяния. К концу лета Доу заявил, что почти все крупные магазины спиртных напитков в Портленде были закрыты, но признал, что торговля между подпольными контрабандистами продолжалась, обвинив в этом ирландскую общину города. Известие о принятии закона быстро распространилось по всей стране, и к 1855 году двенадцать штатов присоединились к Мэну, введя свои версии закона штата Мэн.
Акт был непопулярен среди многих рабочих и иммигрантов. Недовольство законом и слухи о его нарушении самим Доу переросли в насилие в Портленде 2 июня 1855 года, в рамках события известного как Портлендский ромовый бунт. В результате чего один человек погиб и семеро было ранено, что вызвало негативную реакцию по отношению к мэру в стране и способствовало отмене закона в 1856 году. Однако несмотря на это, позже запрет был восстановлен в различных формах и в конечном итоге был прописан в конституции штата в 1885 году.